# 犬の見張り番
『犬の見張り番』（「プルートと小鳥の坊や」を編集中、原題：Dog Watch）は、ウォルト・ディズニー・プロダクションが製作した1945年3月16日公開のアニメーション短編映画作品。プルートの短編映画シリーズの一作品である。

## 登場キャラクター
- プルート